# Xã Lancaster, Quận Atchison, Kansas
Xã Lancaster (tiếng Anh: Lancaster Township) là một xã thuộc quận Atchison, tiểu bang Kansas, Hoa Kỳ. Năm 2010, dân số của xã này là 818 người.